# One Touch
One Touch – debiutancki album brytyjskiej grupy muzycznej Sugababes, wydany w 2000 roku.

## Lista utworów
1. Overload – 4:37
2. One Foot In – 3:25
3. Same Old Story – 3:03
4. Just Let It Go – 5:01
5. Look At Me – 3:58
6. Soul Sound – 4:30
7. One Touch – 4:20
8. Lush Life – 4:28
9. Real Thing – 4:04
10. New Year – 3:51
11. Promises – 3:16
12. Run for Cover – 3:47

## Pozycje na listach
| Kraj            | Data          | Pozycja | Sprzedaż | Komentarz                 |
| --------------- | ------------- | ------- | -------- | ------------------------- |
| Wielka Brytania | Grudzień 2000 | 26      | 107,000  | złota płyta               |
| Austria         | Grudzień 2000 | 6       |          |                           |
| Niemcy          | Grudzień 2000 | 7       |          |                           |
| Szwajcaria      | Grudzień 2000 | 8       |          |                           |
| Australia       | Sierpień 2001 | 63      |          | Wydano tylko trzy single. |